# In pectore
In pectore, latin ’i bröstet’, ’i hjärtat’, är en term som används när en påve utnämner kardinaler. Vissa omständigheter i den nyutnämnde kardinalens hemland kan föranleda påven att bevara dennes namn in pectore, det vill säga i hemlighet, på grund av att ett offentliggörande skulle kunna leda till förföljelser av den enskilde kardinalen eller av kristna eller på annat sätt skada kyrkan.
Johannes Paulus II utnämnde sammanlagt fyra kardinaler in pectore, varav en aldrig kom att offentliggöras.
- Ignatius Kung Pin-Mei (1901–2000) från Kina utnämndes 1979 och offentliggjordes 1991.
- Marian Jaworski (1926–2020) från Ukraina utnämndes 1998 och offentliggjordes 2001.
- Jānis Pujats (född 1930) från Lettland utnämndes 1998 och offentliggjordes 2001.
- Vid konsistoriet den 21 oktober 2003 utnämndes en kardinal in pectore, men Johannes Paulus II dog (2 april 2005) utan att avslöja dennes identitet. Dock spekulerades i att den berörde kunde ha varit Stanisław Dziwisz (född 1939).